# Pium
Pium är en kommun i Brasilien.   Den ligger i delstaten Tocantins, i den centrala delen av landet, 700 km norr om huvudstaden Brasília. Antalet invånare är 6 696.
Omgivningarna runt Pium är huvudsakligen savann. Trakten runt Pium är nära nog obefolkad, med mindre än två invånare per kvadratkilometer.